# Альберт Гереманс
Альберт Луїс Гереманс (фр. Albert Louis Heremans, 13 квітня 1906, Мерхтем, Бельгія — 15 грудня 1997) — бельгійський футболіст, що грав на позиції нападника за клуб «Дарінг», а також національну збірну Бельгії. Дворазовий чемпіон Чемпіон Бельгії, володар Кубка Бельгії.

## Клубна кар'єра
У футболі дебютував 1924 року виступами за команду «Дарінг», кольори якої і захищав протягом усієї своєї кар'єри гравця, що тривала цілих дев'ятнадцять років. За цей час двічі став чемпіоном Бельгії.

## Виступи за збірну
1931 року дебютував в офіційних матчах у складі національної збірної Бельгії. Протягом кар'єри у національній команді провів у її формі 7 матчів.
У складі збірної був учасником чемпіонату світу 1934 року в Італії, де зіграв в програному матчі збірної Німеччини (2-5).
Помер 15 грудня 1997 року на 92-му році життя.

## Титули і досягнення
- Чемпіон Бельгії (2):

«Дарінг»: 1935-1936, 1936-1937
- Володар Кубка Бельгії (1):

«Дарінг»: 1934-1935